# 노지마 켄지 (성우)
노지마 켄지(野島健児, のじま けんじ, 1976년 3월 16일 - )는 일본의 남성 성우이다. 아오니 프로덕션 소속. 도쿄도 스기나미구 출신.
대표작은 『학원전기 무료우』(무라타 하지메), 『Zoids Fuzors』(RD), 『BECK』(타이라 요시유키), 『갑충왕자 무시킹 숲의 주민의 전설』(소마), 『작안의 샤나』(사토 케이사쿠), 게임「진 삼국무쌍」시리즈(육손) 등.

## 출연작품

### TVA
1996년
- 집없는 아이 레미 （1996년 - 1997년、승무원3、마을사람、남자、남자아이)
- 게게게의 키타로 (제4기) (1996년 - 1997년 젊은남자3、갓파1、남학생1、점장、소방단원2 학생 경비원, 남성2, 부하1 외)

1997년
- 마루코는 아홉살 - 히라오카 히데아키, 이사나 씨
- 요리왕 비룡 - 점원

1998년
- 이니셜D
- 뱀파이어 미유 (환상)
- 꽃 피우는 천사 텐텐군 - 키쿠자키 토라키치
- 김전일 소년의 사건부 (경찰、아리요시 준페이)
- serial experiments lain (소년2）
- 세이버 마리오 네트 J_to_X（袖子丸）
- 센티멘탈 그래피티 (소년
- 성방무협 아웃로스타 (참모)
- TRIGUN（릿치）
- 꽃피우는 천사 텐텐군(菊崎トラキチ)
- 뱀파이어 미유 - 겐조
- 마법의 스테이지 팬시라라 (사회자)
- 로도스도 전기 영웅기사전 - 스파크
- 로스트 유니버스 (악동3、선원1、레이더원 위원1、부하)

1999년
- 버키와 투투 - 카즈
- 신팔검전（アニジ）
- 블루 젠더 - 카이도 유지
- 마술사 오펜 - 코크스
- ONE PIECE（1998년 - 1999년 해적2、벨)

2000년
- GEAR전사 덴도 - 키라쿠니 스스무, 앱솔루트, 기가 앱솔루트
- 게이트 키퍼즈 - 사령관(17세 시절)
- 아야시노 세레스 - 츠카사 케이
- 여신 후보생 - 아트 위르니 콕토
- 은장기공 오디안 - 나미키 준야

2001년
- 격투!크러시기어TURBO - 마리노 유우야 (강혁)
- 시스터 프린세스 - 미나카미 와타루
- 오프사이드 – 아리토모 와타루
- 작은 눈의 요정 슈가 - 터메릭
- 파치슬로 귀족 긴 – 아오미 슌이치
- 포켓몬스터 크리스탈 라이코 번개의 전설 - 켄타
- 학원전기 무료우 - 무라타 하지메
- 원피스 - 페루

2002년
- 근육맨 2세 - 제이드
- 드래곤 드라이브 - 마히루
- 레이브 - 소라시도
- 바이스 크로이츠 그리엔 - 토도 이즈미
- 스파이럴 추리의 띠 - 카논 힐베르트
- 십이국기 - 석휘
- 원피스 - 페루
- 천지무용! GXP - 케네스 발
- 포켓몬스터 - 테츠야
- 환마대전~신화전야의 장~ - 루프
- 히트가이 J - 레이 듀리아

2003년
- 길가메쉬 - 듀오
- 디지캐럿뇨 - 오모챠 야스시
- 똑바로 가자 - 아키요시 쥰이치
- 무적뱅커 크로켓 - 샤베트
- 에어마스터 - 카와하라
- 출동! 머신로보 레스큐 - 서브마린 로보
- 크레용 신짱 - 무사시노 켄타

2004년
- BECK - 타이라 요시유키
- RAGNAROK THE ANIMATION - 상인
- F-ZERO 팔콘 전설 - 레옹
- 근육맨 2세 ULTIMATE MUSCLE - 제이드
- 기동전사 건담 SEED DESTINY - 유우나 로마 세이란
- 록맨 에그제 Stream - 도몬가이
- 마시멜로 타임즈 - 라임
- 불새(태양편) - 타케치노 미코
- 조이드 퓨저스 - RD
- 지팡구 - 츠다 카즈마

2005년
- 갑충왕자 무시킹 숲의 백성의 전설 - 소마
- 강식장갑 가이버 - 후카마치 쇼우
- 따끈따끈 베이커리 - 츠보즈카 타쿠미
- 작안의 샤나 - 사토 케이사쿠
- 좋아하는 것은 좋으니까 어쩔 수 없어! - 하노 요시히로
- 포켓몬스터 AG - 테츠야

2006년
- BLOOD+ - 카르만
- Kanon#s-3.2 리메이크 - 쿠제 ※
- 근육맨2세 ULTIMATE MUSCLE 2 - 제이드
- 나루토 - 멘마
- 동화총사 아카즈킨 - 하멜론
- 두 사람은 프리큐어 Splash Star - 미쇼 카즈야
- 마지널 프린스 ~월계수의 왕자님~ - 앙리 유그 드 상제르망
- 에어기어 - 우도 아키라
- 천하무적 크래쉬비드맨 - 오오쿠로 카네쿠라, 카미오카 테루마※
- 이노센트 비너스 - 카츠라기 죠
- 프린세스 프린세스 - 사카모토 하루미
- 허니와 클로버 마지막 화 - 타케모토 유타 ※

2007년
- Over Drive - 테라오 코이치
- 강철삼국지 - 노숙자경
- 고스트 헌트 - 요시미 아키후미
- 도화월탄 - 카미아즈마 하루히코
- 듀얼마스터즈 제로 - 오가
- 우리들의 - 요시카와 칸지
- 작안의 샤나Ⅱ - 사토 케이사쿠

2008년
- 뱀부 블레이드 - 키요무라 오노
- 아마츠키 - 헤이하치
- 야쿠시지 료코의 괴기 사건부 - 키시모토 아키라
- 월드 디스트럭션 - 오르시
- 모노크롬 팩터 - 키리타치 마키
- 전장의 발큐리아 - 크라이스 체르니
- 제로의 사역마 - 비다샤르
- 키라링☆레볼루션 STAGE3 – 나나오 씨

2009년
- 강철의 연금술사 FULLMETAL ALCHEMIST - 넘버 48 (동생)
- 공중그네 - 나오야
- 극상 메차모테 위원장 - 스즈키 토모히로
- 속나츠메 우인장 - 야사카
- 싸우는 사서 - 윈케니 비제
- 쥬로링 동물탐정 - 류도 펄스
- 지옥소녀 3기 - 시로타 마사토
- 코바토。 - 카츠라기
- 크로스 게임 - 미시마 케이타로
- 포켓몬스터 DP - 카즈나리

2010년
- 링에 걸어라 - 쿠로야샤
- 바쿠만 - 하야토
- 학원묵시록 HIGHSCHOOL OF THE DEAD - 아리스의 아버지
- 회장님은 메이드 사마! - 사쿠라이 쿠우가

2011년
- BLOOD-C - 나나하라 후미토
- GOSICK - 네드
- 누라리횬의 손자 천년마경 - 케이카인 마미루
- 비탄의 아리아 - 사요나키 토오루
- 사키이카 군 - 사키이카 군
- 스켓 댄스 - 신바 미치루
- 작안의 샤나Ⅲ - 사토 케이사쿠
- 카드파이트!! 뱅가드 - 무츠키 쥰
- 토리코 - 아이마루

2012년
- PSYCHO-PASS - 기노자 노부치카
- 다마고치! 유메 키라 드림 - 와가시에치
- 윤회의 라그랑제 - 키리우스
- 제로의 사역마 F - 비다샤르
- 카드파이트!! 뱅가드 2기 - 무츠키 쥰
- 탐험 도리랜드 - 워렌스
- 하이스쿨 D×D - 키바 유우토

2013년
- 비스트 사가 - 오울마이티
- 아이카츠! - 카미시로 레이
- 카드파이트!! 뱅가드 3기 - 무츠키 쥰
- 탐험 도리랜드시즌Ⅱ - 휘수경->찬수월공 나가레(헌터카드), 워렌스
- 토리코 - 아이마루
- 프리징 바이브레이션 2기 – 루이스 엘 브리짓
- 하이스쿨 D×D NEW - 키바 유우토

2014년
- GO-GO 다마고치! - 와가시에치
- PSYCHO-PASS 2 - 기노자 노부치카
- 겁쟁이 페달 - 쿠로다 유키나리
- 미소녀 전사 세일러 문 크리스탈 - 치바 마모루/턱시도 가면
- 레이디 쥬얼펫 - 카이엔
- 하마토라 - 히이라기 슈이치
- 히어로 뱅크 - 카미마키 카스미

2015년
- 건어물 여동생! 우마루짱 - 도마 타이헤이
- 겁쟁이 페달 GRANDE ROAD - 쿠로다 유키나리
- 경계의 린네 - 키무라 선배
- 공각기동대 ARISE ALTERNATIVE ARCHITECTURE - 츠무기
- 그림자 악어 -KAGEWANI- - 마츠우라 렌, 요스케
- 낙제 기사의 영웅담 - 비쇼
- 랜스 & 마스크 - 키도인 아키라
- 루팡 3세 - 루카
- 스타워즈 반란군 일본어 더빙 - 에즈라 브리저
- 유희왕 ARC-V - 카치도키 이사오
- 콘크리트 레볼루티오 초인환상 - 프리즈
- 트리아지 X - 토비시로 쿄지
- 하이스쿨 D×D Born - 키바 유우토

2016년
- 그림자 악어 -KAGEWANI- - 아키라
- 너스위치 코무기짱 R - 요시다 토모야
- 명탐정 코난 - 키쿠치 토시아키(841화 엑스트라)
- 미소녀 전사 세일러 문 크리스탈 3기 - 치바 마모루/턱시도 가면
- 부남자 고교생활 - 나카무라 토시아키
- 신 아따맘마 - 야마다
- 오소마츠 상 - 카미마츠
- 유리!!! on ICE - 이승길
- 일인지하 THE OUTCAST - 서삼
- 사이키 쿠스오의 재난 - 사이키 쿠스케
- 재와 환상의 그림갈 - 아다치
- 퓨처 카드 버디파이트 DDD - 마스카레이드
- 헌드레드 - 알폰스 브륜스터드

2017년
- 건어물 여동생! 우마루짱 R - 도마 타이헤이
- 겁쟁이 페달 NEW GENERATION - 쿠로다 유키나리
- 바티칸 기적 조사관 - 욥 주파 신부
- 쓰레기의 본망 - 카나이 나루미

2018년
- 가로 -배니싱 라인- - 페드로
- 바나나 피쉬 - 오쿠무라 에이지
- 사이키 쿠스오의 재난 2 - 사이키 쿠스케
- 히나마츠리 - 마츠야 선생님
- 겁쟁이 페달 GLORY LINE - 쿠로다 유키나리
- 식극의 소마 - 샤름
- 하이스쿨 D×D Hero - 키바 유우토
- Phantom in the Twilight - 로랜드 리
- Free! -Dive to the Future- - 키리시마 나츠야
- 소드 아트 온라인 - 앨리시제이션 - 히가 타케루
- 어떤 마술의 금서목록 - 전화의 남자

2019년
- 세인티아 쇼 - 포노스
- 케무리쿠사 - 와카바
- 앙상블 스타즈! - 사카사키 나츠메
- 소드 아트 온라인 앨리시제이션 War of Underworld - 히가 타케루
- PSYCHO-PASS 3 - 기노자 노부치카

### OVA
- summer(후나다 오사무)
- 기동신선조 불타라검(유즈키 신타로)
- 제네레이션 오브 카오스3〜시간의 봉인〜SESSION:1 - 2(웨레스)
- 작안의 샤나 시리즈(사토 케이사쿠)
  - 작안의 샤나SP「사랑과 온천의 교외학습!」
  - 작안의 샤나S
- 졸업M〜우리들의 축제〜(소우료 아오이)
- DinoZone(다이노 사벨)
- 천사 금렵구(무도 세츠나)
- 각의 대지(자드)
- Blue Gender THE WARRIOR(카이도 유지)

### 극장판 애니메이션
- BLOOD-C The Last Dark - 나나하라 후미토
- 극장판 CLANNAD - 오카자키 토모야
- PERSONA3 THE MOVIE #1 Spring of Birth - 토모치카 켄지
- 극장판 PSYCHO-PASS - 기노자 노부치카
- 극장판 MAJOR 메이저 우정의 일구 - 코가 마사토
- 공각기동대 ARISE - 츠무기
- 동급생 - 사죠 리히토
- 사이코패스 시너스 오브 더 시스템 케이스1: 죄와 벌
- 세인트 세이야 LEGEND of SANCTUARY - 피닉스 잇키
- 아따맘마 극장판 - 츠키오카 슈조 (유년기)
- 아오 오니 - 타치바나 후미히코
- 우주전함 야마토 부활편 - 사쿠라이 요이치
- 원피스 극장판: 사막의 공주와 해적들 - 페루
- 이브의 시간 극장판 - 마사키
- 극장판 포켓몬스터 AG 아름다운 소원의 별 지라치 - 바토라(유년기)
- 극장판 포켓몬스터 AG 열공의 방문자 테오키스 - 류
- 하이☆스피드! -Free! Starting Days- - 키리시마 나츠야

### 웹 애니메이션
2001년
- 블랙 잭(데비, 아들)

2008년
- 이브의 시간(마사키 마사카즈)

2014년
- 미소녀전사 세일러문 Crystal(치바 마모루/턱시도 가면)

### 게임
- BLACK CODE - 질 가브리엘라
- Confidential Money - 마이클 왓슨
- CV ~캐스팅 보이스~ - 나카미카도 다이스케
- DIGITAL DEVIL SAGA 아바탈 튜너 - 서프, 인수라, 슈뢰딩거
- Hop Step 아이돌☆ - 이와사키 죠지
- Rewrite - 조연(PSP)
- SD건담 G제네레이션 GENESIS - 마이 캐릭터 남성 타입 5번
- Tiny×MACHINEGUN - 하인츠 지크베르트
- 괴리성 밀리언아서 - 이계형 타이헤이&우마루의 타이헤이
- 그로우랜서 - 랄프 하우엘
- 기동전사 건담전기 Battlefield Record U.C.0081 - 구스타 에벨
- 기동전사 건담 외전: 미싱 링크 - 프레드 리버
- 꿈왕국과 잠자는 100명의 왕자님 - 드루아트
- 나데프로 - 나구모 켄타
- 노을빛 세계에서 너와 노래를 - 쿠로다 칸베에
- 도키메키 메모리얼 2 - 호카리 쥰이치로
- 도키메키 메모리얼 Girls Side 2nd Kiss - 아카기 카즈유키
- 디지털 홈즈 - 알레프 왓슨
- 도트 그이 2 ~천공의 키스~ - 무용수
- 랑그릿사 4&랑그릿사 5 - 윌러 제독
- 록맨 젝스 어드벤트 - 반
- 멜티 블러드 - 토오노 시키, 나나야 시키
- 문호와 알케미스트 - 하기와라 사쿠타로
- 블러드 더 라스트 뱀파이어(야루도라) - 주인공
- 비취 물방울 비색의 조각2 - 시게모리 아키라
- 사신과 소녀 - 치요
- 살인 청부업자와 스트로베리 - 쿠라마
- 샤이닝 포스 3 - 피알
- 서몬나이트 2 - 롯카
- 선광의 윤무 - 미카 미쿠리
- 소녀적 연애혁명 러브레보 - 키노무라 토오루
- 슈퍼로봇대전 시리즈 - 웬토스
- 쉐도우 하츠 - 키스 발렌티나
- 스쿨 워즈 - 히사 마사후미
- 스타폭스 어설트, 대난투 스매시 브라더스 X/3DS/Wii U - 폭스 맥클라우드
- 아샤의 아틀리에 - 카일 태런버트
- 앙상블 스타즈! - 사카사키 나츠메
- 에이스컴뱃 시리즈 - 한스 그림(5), 토샤 미샤지크(6)
- 열혈이능부활담 Trigger Kiss - 스바루 야마토
- 완다와 거상 - 완다
- 이스: 셀세타의 수해 - 렘노스
- 죠죠의 기묘한 모험 팬텀블러드(게임/소년기 버전) - 디오 브란도
- 죠죠의 기묘한 모험 All Star Battle - 멜로네
- 죠죠의 기묘한 모험 Eyes of Heaven - 멜로네
- 쯔바이 2 - 라그나 발렌타인
- 진삼국무쌍 & 무쌍 오로치 시리즈 - 육손
- 진삼국무쌍 2 - 복희
- 초시공요새 마크로스 -（하세 아리히로 사후）이치죠 히카루
- 테일즈 오브 베스페리아 - 알렉산더 폰 퀴모르
- 테일즈 오브 더 월드 레디안트 마이솔로지2 - 게데
- 테일즈 오브 이노센스 R - 콘웨이 타오
- 토귀전 - 이부키
- 파이어 엠블렘 Echoes 또 하나의 영웅왕 - 페르난
- 하천의 꽃 - 아케치 미츠히데
- 흑표 2 용과 같이 아수라편 - 사이토 타모츠
- -8 - 사에키 이쿠사

### 드라마 CD
- 나와 그녀의 XXX - 우에하라 아키라
- 내일의 그대와 만나기 위해 - 야시로 슈지
- 동급생 - 사죠 리히토
- 「페르소나 3」 Vol.1 -Daylight- - 토모치카 켄지
- 소드 아트 온라인 - 히가 타케루
- CLANNAD - 오카자키 토모야
- ONE ~빛나는 계절로~ - 오리하라 코헤이

### 더빙
- 꽃보다 남자 - 송우빈(김준)
- 나는 왕이로소이다 - 충녕(주지훈)
- 도둑들 - 잠파노(김수현)
- 신과함께-죄와 벌 - 김자홍(차태현)
- 이니셜D THE MOVIE - 후지와라 타쿠미(주걸륜)
- 플라이 대디 - 오세준(팝핀현준)
- 쿵푸 덩크 - 팡시지에(주걸륜)

### 특촬
- 마탄전기 류켄도 - 게키류켄(드래곤스워드)
- 넷판 가면라이더 디케이드 - 올 라이더 슈퍼 스핀오프 - 가면라이더 ZX
- 넷판 오즈・덴오・올라이더 렛츠 고 가면라이더